# Quercus bidoupensis
Quercus bidoupensis — вид рослин з родини букових (Fagaceae). Подібний до Q. langbianensis sensu stricto, відрізняється формою листка й горіха, кількість вторинних жилок і опуклістю базального рубця горіха.

## Біоморфологічна характеристика
Це дерево до 8 метрів заввишки. Гілочки сіруваті, майже без волосся. Листки (7)10–13 × 2.4–5 см, довгасто-ланцетні; сухе листя чорно-буре зверху й блідо-коричневе знизу; обидві поверхні голі; основа клиноподібна; край хвилеподібний, чітко зазубрений у верхівковій 1/2; серединна жилка виражена зверху, третинні жилки видимі на обох поверхнях; ніжка листка 1.3–2 см завдовжки, безволоса. Жолудь яйцюватий, 2.2 × 1.4 см завдовжки, чорнуватий, голий, гострий на верхівці, з опуклим базальним рубцем, закритий на 1/3 чашечкою; чашечка заввишки 1.3–1.5 см, ушир 1.3–1.7 см.

## Середовище проживання
Ендемік В'єтнаму. Вид трапляється на висотах ≈ 1700 метрів. Місце проживання недостатньо відоме.

## Загрози
Мало відомо про загрози цьому виду. Оскільки вид має обмежене поширення, йому, ймовірно, загрожує руйнування середовища проживання, хоча в нечисленні зараз відомі особини проживають у національному парку.